# Курт-Елга
Курт-Елга (баш. Ҡортйылға) — хутор в Кугарчинском районе Республики Башкортостан Российской Федерации. Входит в состав Мраковского сельсовета.

## География

### Географическое положение
Расстояние до:
- районного центра (Мраково): 4 км,
- ближайшей ж/д станции (Мелеуз): 71 км.

## Население
| 2002 | 2009 | 2010 |
| ---- | ---- | ---- |
| 30   | ↗34  | ↗40  |

Национальный состав
Согласно переписи 2002 года, преобладающая национальность — русские (67 %).